# Студена (Клана)
Студена је насељено место у саставу општине Клана у Приморско-горанској жупанији, Република Хрватска.

## Историја
До територијалне реорганизације у Хрватској налазила се у саставу старе општине Ријека.

## Становништво
На попису становништва 2011. године, Студена је имала 382 становника.

## Попис1991.
На попису становништва 1991. године, насељено место Студена је имало 441 становника, следећег националног састава:
| Попис 1991.‍  | Попис 1991.‍  | Попис 1991.‍ | Попис 1991.‍ | Попис 1991.‍ |
| ------------ | ------------ | ----------- | ----------- | ----------- |
|              |              |             |             |             |
| Хрвати       | Хрвати       |             | 416         | 94,33%      |
| Срби         | Срби         |             | 8           | 1,81%       |
| Југословени  | Југословени  |             | 4           | 0,90%       |
| Словенци     | Словенци     |             | 4           | 0,90%       |
| остали       | остали       |             | 1           | 0,22%       |
| неопредељени | неопредељени |             | 6           | 1,36%       |
| регион. опр. | регион. опр. |             | 2           | 0,45%       |
| укупно: 441  |              |             |             |             |